# Annona sclerophylla
Annona sclerophylla är en kirimojaväxtart som beskrevs av William Edwin Safford.
Annona sclerophylla ingår i släktet annonor och familjen kirimojaväxter. Inga underarter finns listade i Catalogue of Life.